# オーバーシュート (感染症)
オーバーシュート（英: overshoot）は、感染症の爆発的患者急増をいう。集団免疫における用法と、日本の厚生行政などにおける用法があり、定義は異なる。

## 集団免疫における定義
疫学においては、集団免疫を獲得するのに充分な感染を超過した感染をいう。

## 日本の新型コロナウイルス感染症対策専門家会議による定義
日本では新型コロナウイルス感染症の流行に伴い、新型コロナウイルス感染症対策専門家会議が2020年3月19日の提言で用いたことで広まった。同専門家会議は2020年4月1日、「オーバーシュート」を2-3日で累積患者数が倍増する程度の速度が継続する状態を指すと定義づけた。西浦博によれば、これは造語とされる。防衛相の河野太郎は、万人に分かりやすい日本語で表現するよう、これを「感染爆発」と呼び変えることを提案していた。
オーバーシュートは医療崩壊につながりうるが、医療崩壊は必ずしもオーバーシュートを伴うとは考えられていない。
国際的な類義語としては「アウトブレイク」があり、ある集団・地域・時期において通常の想定を超えた感染発生を指す。門信一郎によれば、感染者数の急激な増加は一般にはサージ（surge）といい、それに対応できる医療の容量をサージキャパシティ（surge capacity）といわれる。